# Auge-Saint-Médard
Auge-Saint-Médard là một xã của tỉnh Charente, thuộc vùng Nouvelle-Aquitaine, tây nam nước Pháp.